# La Déploration sur le Christ mort
La Déploration sur le Christ mort est une peinture de l'artiste italien maniériste Agnolo di Cosimo di Mariano, dit Bronzino, exécutée entre 1540 et 1545. L'œuvre est conservée au musée des Beaux-Arts et d'Archéologie de Besançon.

## Historique
L'œuvre fut initialement commandée comme retable pour la chapelle d'Éléonore de Tolède au Palazzo Vecchio, à Florence. Son mari, le grand-duc  Cosme Ier de Toscane, appréciait le Comté de Bourgogne grâce à Granvelle, chancelier de l'empereur Charles Quint. À la mort de Granvelle en 1550, le tableau a été placé dans sa chapelle funéraire, dans sa ville natale de Besançon. Le travail est signé Opera del fiorentino Bronzino.

## Composition
Dans un tableau vertical de 173 cm de large sur 268 cm de haut, cintré en haut (centinata),  le Christ mort est placé en bas au centre, reposant dans les bras de la Marie, sa mère, en Pietà, soutenu de part et d'autre par les saints Jean l'Évangéliste et Marie-Madeleine. Plusieurs groupes de personnages saints entourent ce groupe principal, à gauche et à droite ; dans le ciel, un groupe d'anges surplombe la scène principale, portant les instruments de la Passion du Christ. Des nuées complètent le fond du tableau. La femme vêtue de vert, au centre du tableau est la duchesse Éléonore de Tolède que Cosme épouse en 1539. Baccio Bandinelli présente au couple un dessin d'une Déploration dont Bronzino s'inspire pour sa composition.

## Fortune critique
Le tableau restauré est l'objet d'une exposition particulière au musée de Besançon en 2007.